# Sanzione regia

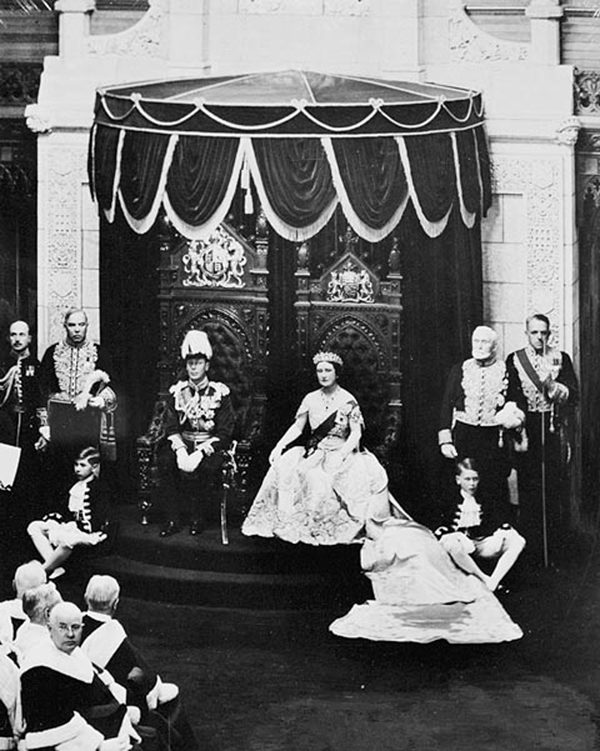
ll re Giorgio VI, accompagnato dalla regina Elisabetta, concede l'assenso reale alle leggi del Senato canadese, il 19 maggio 1939.

La sanzione regia (detta anche sanzione reale o assenso reale) è un istituto che, agli inizi delle monarchie costituzionali prevedeva la necessità dell'assenso del monarca per la formazione delle leggi.
Sotto una moderna monarchia costituzionale, l'assenso reale è considerato poco più che una formalità. Anche in nazioni come Regno Unito, Norvegia, Paesi Bassi, e Monaco che ancora, in teoria, consentono al loro monarca di negare il consenso alle leggi, il monarca non lo fa quasi mai, tranne che in una terribile emergenza politica o su consiglio del governo. Sebbene un tempo il potere di veto negando il consenso reale fosse esercitato spesso dai monarchi europei, tale evento è stato molto raro a partire dal XVIII secolo. Nel Liechtenstein il principe ha tale potere ed a volte lo utilizza attivamente, cosa eccezionale in Europa, ma generalmente solo in caso di leggi potenzialmente dannose o di natura populista.

## Esempi passati

### La Costituzione della Spagna del 1812
La Costituzione della Spagna del 1812 accentuava il potere delle Cortes e riduceva la sanzione regia a un'espressione della promulgazione da parte del re delle leggi approvate dalle Cortes.

### Francia
La Francia sperimentò il meccanismo della sanzione reale per un breve periodo, durante la Rivoluzione. Dopo che gli Stati Generali divennero l'Assemblea nazionale costituente, le decisioni da esso adottate (chiamate decreti) venivano presentate al re che le sanzionava, seguendo il modello britannico.
La Costituzione del 1791 formalizzò questa pratica alla quale dedicò la Sezione III del Capitolo III del Titolo III. La questione se fosse opportuno concedere al re un diritto di veto fu discussa a lungo all'interno dell'Assemblea costituente, tra i “tradizionalisti” (sostenitori del veto) e gli “innovatori”. Alla fine si optò per l’opzione del veto, che venne formalizzato come segue nella Costituzione:
Il termine concesso al re per la sanzione dei decreti della nuova Assemblea nazionale legislativa era di due mesi. Il rifiuto da parte del re di sanzionare poteva essere motivato dal mancato rispetto delle forme della sua adozione, ma il più delle volte si trattava di un'iniziativa del re che non ne approvava i termini. Il veto del re era sospensivo ma poteva durare per l'arco di due legislature, o quattro anni.
Alcuni decreti non erano tuttavia soggetti alla sanzione reale: è il caso delle misure interne dell'assemblea (verifica dei poteri dei suoi membri, esercizio della polizia sui luoghi di riunione), ma anche delle leggi che stabiliscono i contributi pubblici:
La Costituzione distingue poi la sanzione dalla promulgazione, di cui si tratta nel Capitolo IV del Titolo III ("Potere esecutivo"): i decreti soggetti a sanzione regia vengono prima sanzionati, poi promulgati, quelli non sottoposti vengono semplicemente promulgati.
Il Regno di Francia ricostituito della dinastia dei Borbone fu dotato di una carta ottriata, concessa dal sovrano e non espressione della volontà popolare. Il re, oltre al potere di iniziativa in campo legislativo, aveva un ampio diritto di esercitare in un senso o nell'altro la sanzione regia. Successivamente anche la monarchia di luglio, con la sua costituzione, attribuì al monarca la possibilità di negare il consenso alle leggi del parlamento. Infatti entrambe le Costituzioni dichiaravano:
Successivamente anche il Secondo Impero con la sua costituzione diede all'imperatore la possibilità di sanzionare le leggi, ma anche di sanzionare i senatoconsulti del Senato. Infatti essa prevedeva:

### La costituzione del 1821 nel regno di Sardegna
Con i moti del 1820-1821 in Piemonte (aveva il nome ufficiale di Regno di Sardegna) era stata avanzata dai rivoluzionari la richiesta di adottare una costituzione modellata su quella spagnola. L'erede presuntivo Carlo Alberto si era sbilanciato nell'approvarla. In essa la sanzione regia era meticolosamente regolamentata.  Il ritorno del re Carlo Felice portò in breve all'abrogazione della costituzione.

### Statuto Albertino
Nello Statuto Albertino una proposta di legge, per diventare legge doveva essere approvata nello stesso testo da entrambe le Camere (una elettiva la Camera dei deputati e una di nomina regia il Senato), senza ordine di precedenza (a parte quelle tributarie e di bilancio che dovevano passare prima per la Camera dei deputati) e dovevano essere munite di sanzione regia, inizialmente visto come un terzo livello di approvazione, (detto anche terza camera ma successivamente, specie nel ventennio fascista, molto svuotato di contenuto). Con il passaggio alla Costituzione della Repubblica l'istituto si è evoluto nel potere di rinvio, che ha molti aspetti innovativi.

### Svezia
A partire dalla Costituzione del 1809, l'equivalente dell'attuale governo operava sotto il nome di Maestà Reale e sottoponeva le leggi approvate dal Riksdag e altre questioni al re, attraverso la cui firma personale acquistavano valore legale. Con la nuova Costituzione del 1974, non è più necessaria l'approvazione reale: è invece il governo a emanare formalmente le leggi. Tuttavia, il governo non ha altra scelta che emanare senza indugio e poi promulgare nel Codice degli Statuti svedese le leggi emanate dal Riksdag. Il Riksdag ha anche il diritto di emanare autonomamente determinate leggi, senza la partecipazione del governo. È anche il governo svedese a ratificare i trattati internazionali, a differenza della maggior parte degli altri Stati, comprese le monarchie costituzionali, dove tale funzione è solitamente esercitata dal capo dello Stato.

## Esempi attuali
Attualmente in alcune monarchie, come Belgio, Danimarca, Giappone, Malaysia, Paesi Bassi, Norvegia, Spagna e Thailandia, è richiesta la promulgazione e l'assenso reale. In Svezia, tuttavia, il monarca è stato rimosso dal processo nel 1975; al suo posto, il governo (vale a dire il gabinetto presieduto dal ministro di Stato) promulga ufficialmente le leggi. In entrambi i casi, tuttavia, il processo di assenso e promulgazione è solitamente una formalità, sia per convenzione costituzionale che per una disposizione esplicita della costituzione.

### Australia e Nuova Zelanda
In Australia, la cerimonia formale di concessione dell'assenso in parlamento non è più stata utilizzata regolarmente dall'inizio del XX secolo. Oggi, il disegno di legge viene inviato alla residenza del governatore o del governatore generale dalla Camera in cui è stato redatto. Il governatore generale firma quindi il disegno di legge e lo notifica al presidente del Senato e al presidente della Camera dei rappresentanti, che a loro volta notificano alle rispettive Camere l'azione del governatore generale. Una pratica simile è seguita in Nuova Zelanda, dove il governatore generale non concede l'assenso reale di persona in parlamento dal 1875.

### Belgio
Secondo l'articolo 109 della Costituzione del Belgio: "Il re sanziona e promulga le leggi". In Belgio, l'assenso reale è chiamato sanction royale / koninklijke bekrachtiging (sanzione reale) e viene concesso dal re che firma la proposta di statuto (e da un ministro che la controfirma). La costituzione belga richiede che un rifiuto teoricamente possibile della sanzione reale venga controfirmato, come qualsiasi altro atto del monarca, da un ministro responsabile dinanzi alla Camera dei rappresentanti. Il monarca promulga la legge, il che significa che lui o lei ordina formalmente che la legge venga pubblicata ed eseguita ufficialmente. Nel 1990, quando re Baldovino consigliò al suo gabinetto di non poter, in coscienza, firmare una proposta di legge che decriminalizzasse l'aborto (un rifiuto palesemente non coperto da un ministro responsabile), il Consiglio dei ministri, su richiesta dello stesso re, dichiarò Baldovino incapace di esercitare i suoi poteri. In conformità con la costituzione belga, dopo la dichiarazione di incapacità del sovrano, il Consiglio dei ministri assunse i poteri del capo dello Stato fino a quando il parlamento non avesse potuto pronunciarsi sull'incapacità del re e nominare un reggente. Il disegno di legge fu quindi approvato da tutti i membri del Consiglio dei ministri "a nome del popolo belga". In una riunione congiunta, entrambe le camere del parlamento dichiararono il re in grado di esercitare nuovamente i suoi poteri il giorno successivo.

### Canada

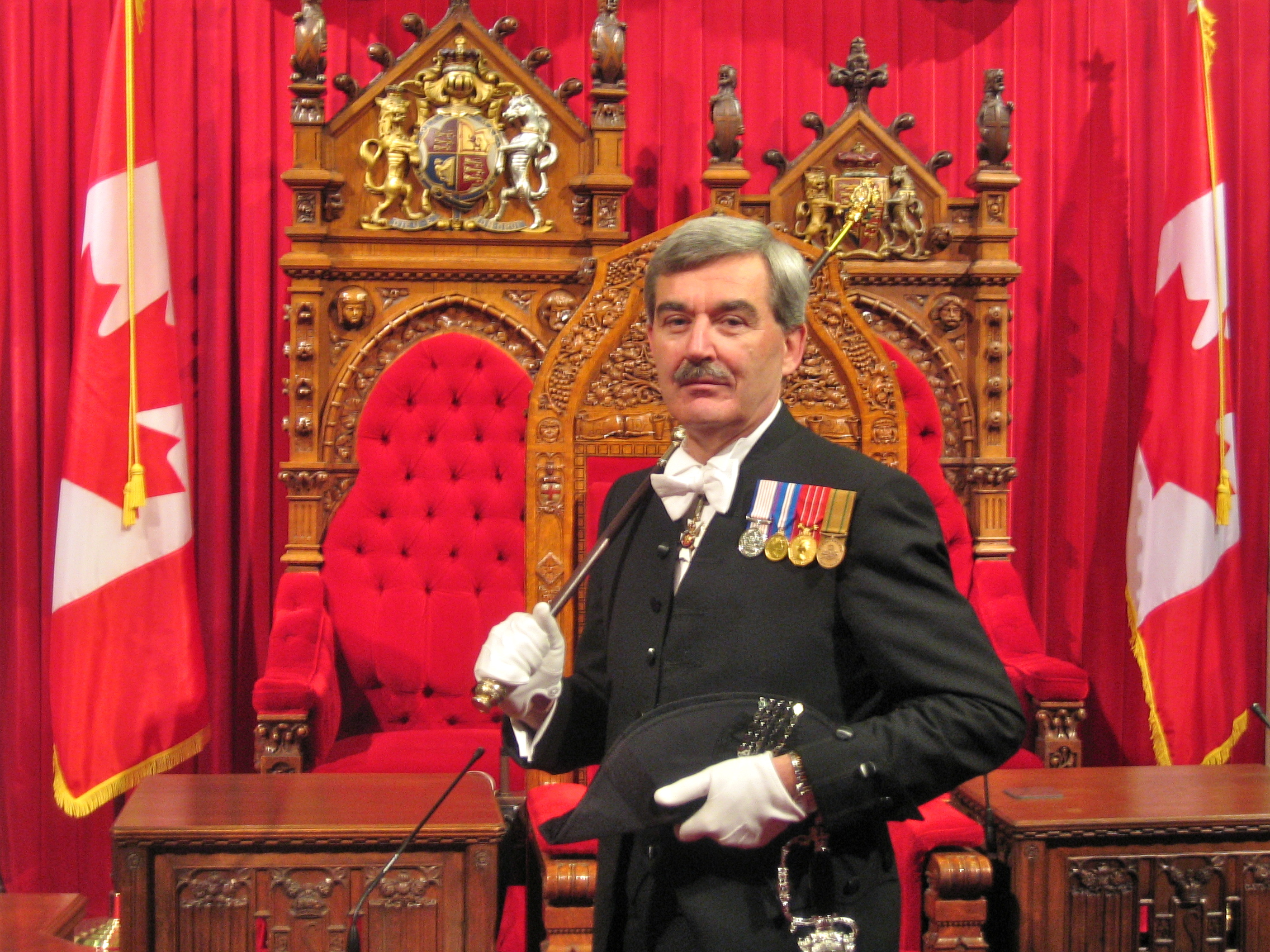
Kevin S. MacLeod nel ruolo dell'Usciere della Black Rod nel 2009. La Verga Nera è un elemento chiave della cerimonia di assenso reale in Canada come in Gran Bretagna.

In Canada, la tradizionale cerimonia per la concessione dell'assenso in parlamento è ancora regolarmente utilizzata, molto tempo dopo essere stata interrotta nel Regno Unito e in altri reami del Commonwealth. Un risultato, concepito come parte di una serie di leggi volte a dimostrare lo status del Canada come regno indipendente, fu che re Giorgio VI diede personalmente il suo assenso a nove progetti di legge del parlamento canadese durante il suo tour in Canada nel 1939, 85 anni dopo che la sua bisnonna, la regina Vittoria, aveva concesso l'ultimo assenso reale personalmente nel Regno Unito. Con il Royal Assent Act del 2002, è entrata in vigore la pratica alternativa di concedere l'assenso per iscritto, con notifica separata a ciascuna Camera. Il presidente del Senato o un rappresentante legge ai senatori le lettere del governatore generale relative alla dichiarazione scritta di assenso reale. Come previsto dalla legge, l'assenso reale deve essere espresso dal governatore generale o da un suo vice, solitamente un giudice della Corte suprema.
La cerimonia di assenso reale si svolge al Senato, poiché il sovrano è tradizionalmente escluso dalla Camera dei comuni. Il giorno dell'evento, il presidente del Senato leggerà alla Camera un avviso del segretario del governatore generale che indica quando arriverà il viceré o un suo vice. Il Senato non può quindi aggiornarsi fino al termine della cerimonia. Il presidente si sposta per sedersi accanto al trono. Il mazziere, con la mazza in mano, si posiziona accanto a lui o a lei, e il governatore generale entra per prendere il posto del presidente.
L'Usciere della Black Rod riceve quindi l'ordine dal presidente di convocare i membri del Parlamento, che seguono la Black Rod al Senato, con il sergente d'armi che porta la mazza della Camera dei comuni. Al Senato, i membri della Camera dei comuni si mettono dietro il bancone, mentre la Black Rod si posiziona accanto al governatore generale, che annuisce con il capo per indicare l'assenso reale ai progetti di legge presentati (che non includono i progetti di legge di fornitura). Una volta completato l'elenco dei progetti di legge, il segretario del Senato dichiara: "In nome di Sua Maestà, Sua Eccellenza il Governatore Generale [o il suo vice] acconsente a questi progetti di legge".
Se ci sono progetti di legge che richiedono l'assenso reale, il presidente della Camera dei comuni ne leggerà i titoli e il segretario del Senato li ripeterà al governatore generale, che annuirà per comunicare l'assenso reale. Quando tutti i progetti di legge saranno stati approvati, il segretario del Senato reciterà: "In nome di Sua Maestà, Sua Eccellenza il Governatore Generale [o il suo vice] ringrazia i suoi leali sudditi, accetta la loro benevolenza e dà il suo assenso a questi progetti di legge". Il governatore generale o il suo vice lascia quindi il Parlamento.

### Giappone
Gli articoli 6 e 7 della Costituzione del Giappone menzionano che le decisioni del parlamento richiedono l'approvazione dell'imperatore. Questi sono alcuni dei cosiddetti "atti di stato" (国事行為, kokuji-kōi) e, secondo l'articolo 3 della Costituzione, gli atti di stato richiedono il parere e l'approvazione del Gabinetto, che è responsabilità del Gabinetto.

### Giordania
La Costituzione della Giordania garantisce al suo monarca il diritto di rifiutare l'assenso alle leggi approvate dal suo parlamento. L'articolo 93 di quel documento dà al sovrano giordano sei mesi per firmare o porre il veto su qualsiasi legislazione inviatagli dall'Assemblea nazionale. Se pone il veto entro quel lasso di tempo, l'assemblea può annullare il suo veto con un voto a maggioranza dei due terzi di entrambe le camere. Altrimenti, la legge non entra in vigore, ma può essere riesaminata nella successiva sessione dell'assemblea. Se il monarca non agisce entro sei mesi dalla presentazione del disegno di legge, questo diventa legge senza la sua firma.

### Lussemburgo
Mentre in precedenza l’articolo 34 della Costituzione del Lussemburgo richiedeva al Granduca o alla Granduchessa di sanzionare e promulgare una nuova legge affinché entrasse in vigore, la sanzione richiesta è stata rimossa nel 2008, dopo che il Granduca Enrico aveva informato il suo primo ministro che non avrebbe potuto in buona fede assenso di coscienza ad un disegno di legge per consentire l’eutanasia nel Paese. Il successivo emendamento costituzionale eliminò la necessità del consenso pur mantenendo la necessità per il Granduca di promulgare nuove leggi. La firma del Granduca è ancora necessaria, ma non implica l'assenso reale, ma solo la promulgazione (annuncio che la legge è stata emanata dal parlamento). Il Granduca firmò la legge sull'eutanasia in base a questo nuovo assetto costituzionale.

### Norvegia
Gli articoli 77–79 della Costituzione della Norvegia concedono specificamente al monarca di Norvegia il diritto di negare il consenso reale a qualsiasi disegno di legge approvato dallo Storting. Se il monarca dovesse mai scegliere di esercitare questo privilegio, l'articolo 79 fornisce un mezzo con cui il suo veto può essere annullato: "Se un disegno di legge è stato approvato inalterato da due sessioni dello Storting, costituito dopo due elezioni successive separate e separati l'uno dall'altro da almeno due sessioni intermedie dello Storting, senza che alcuno Storting abbia approvato un disegno di legge divergente nel periodo compreso tra la prima e l'ultima adozione, e viene quindi sottoposto al re con una petizione affinché Sua Maestà non lo faccia rifiuta il suo assenso ad un disegno di legge che, dopo la deliberazione più matura, lo Storting considera vantaggioso, diventerà legge anche se l'assenso reale non viene accordato prima che lo Storting entri in pausa."

### Paesi Bassi
La Costituzione dei Paesi Bassi regola la sanzione regia all'articolo 87, paragrafo 1, che recita: Una proposta diventa legge non appena è stata adottata dagli Stati Generali e ratificata dal Re. Ci sono stati tre casi in cui un disegno di legge del parlamento non è stato promulgato dal monarca: nel 1917 (sulle retribuzioni degli insegnanti), nel 1928 (sul numero degli studenti) e nel 1994 (sulle agevolazioni fiscali per le PMI).

### Regno Unito

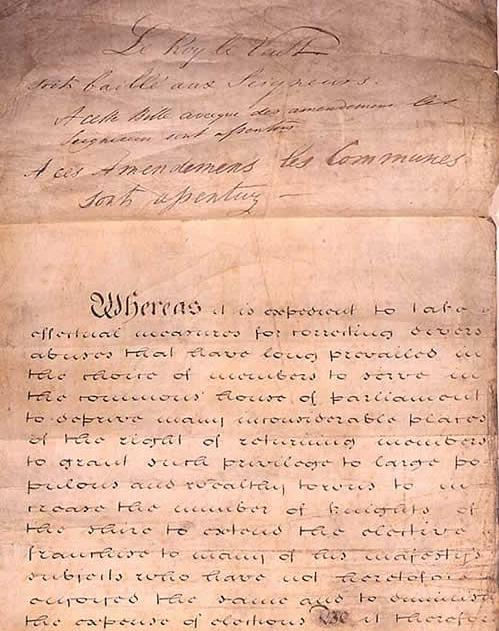
Inizio del rotolo di pergamena del Reform Act 1832, con il verbale dell'impiegato dell'assenso reale del re Guglielmo IV scritto sopra il disegno di legge, leggendo per intero Le Roy le Veult. Soit baillé aux Seigneurs. A cette Bille avecque des amendemens les Seigneurs sont assentuz. A ces Amendemens les Communes sont assentuz.

Nel Regno Unito la regia sanzione (Royal assent) è una forma particolare di potere di veto della Corona Britannica (anche se il termine potrebbe fare intendere l'esatto contrario), esercitato dal monarca per impedire lo sviluppo di una proposta di legge già approvata dal parlamento. Oggi tale potere è ormai perduto anche a causa della modifica della forma di monarchia parlamentare con il progressivo spostamento dei poteri a favore della Camera dei comuni.
Questo potere, in termini di veto assoluto, non è più esercitato dal 1708, anno in cui l'ultima monarca Stuart, Anna, negò il suo assenso a un disegno di legge solo una volta. Infatti l'11 marzo 1708, pose il veto allo Scottish Militia Bill su consiglio dei suoi ministri. Da allora, nessun monarca ha negato l'assenso reale a un disegno di legge approvato dal Parlamento ed esso è evoluto nell'esercizio del potere di promulgazione, sotto forma di contributo della Corona al perfezionamento finale della procedura legislativa.

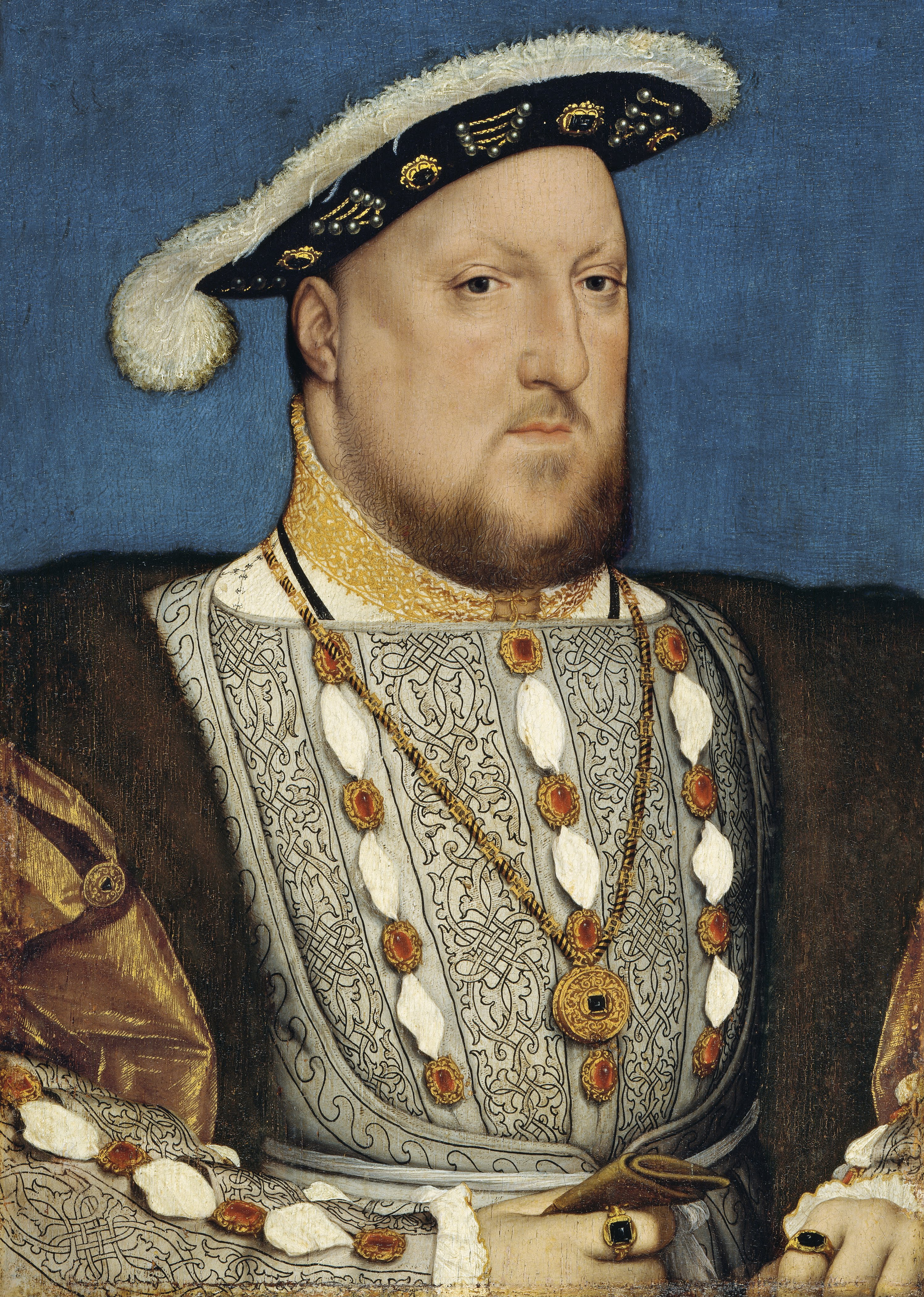
Enrico VIII introdusse un nuovo metodo per concedere il consenso reale.

Prima che il Royal Assent by Commission Act del 1541 consentisse la delega del potere ai Lord Commissari, l'assenso doveva sempre essere dato dal sovrano in persona davanti al Parlamento. L'ultima volta che fu dato dal sovrano in persona in Parlamento fu durante il regno della regina Vittoria in una proroga il 12 agosto 1854. L'atto fu abrogato e sostituito dal Royal Assent Act del 1967. Tuttavia, la sezione 1(2) di tale atto non impedisce al sovrano di dichiarare l'assenso di persona se lo desidera.

### Spagna
Nella Parte II della Costituzione spagnola del 1978, tra le disposizioni riguardanti la Corona, l'Articolo 62(a) attribuisce al monarca di Spagna la sanzione (vale a dire l'assenso reale) e la promulgazione delle leggi. Il Capitolo 2 della Parte III, riguardante la stesura di progetti di legge, delinea il metodo con cui vengono approvati i progetti di legge. Secondo l'Articolo 91, il monarca deve dare il suo assenso e promulgare la nuova legge entro quindici giorni dall'approvazione di un progetto di legge da parte delle Cortes Generales. L'Articolo 92 investe il monarca del diritto di indire un referendum, su consiglio del presidente del governo (figura equivalente a quella di primo ministro) e l'autorizzazione delle Cortes.
Nessuna disposizione costituzionale consente al monarca di porre direttamente il veto alla legislazione; tuttavia, la costituzione non proibisce nemmeno al sovrano di negare l'assenso reale. Quando i media spagnoli chiesero al re Juan Carlos I se avrebbe approvato il disegno di legge che legalizzava i matrimoni omosessuali, rispose: "Soy el Rey de España y no el de Bélgica" ("Sono il re di Spagna e non quello del Belgio"), un riferimento al re Baldovino del Belgio, che si era rifiutato di firmare la legge belga che legalizzava l'aborto. Il re diede l'assenso reale alla legge 13/2005 il 1º luglio 2005; la legge fu pubblicata sul Boletín Oficial del Estado il 2 luglio ed entrò in vigore il 3 luglio 2005.

### Tonga
Gli articoli 41 e 68 della Costituzione autorizzano il re a negare l'assenso reale alle proposte di legge adottate dall'Assemblea legislativa. Nel 2010, il regno si è mosso verso una maggiore democrazia, con il re George Tupou V che ha affermato che si sarebbe fatto guidare dal suo primo ministro nell'esercizio dei suoi poteri. Tuttavia, ciò non esclude una decisione reale indipendente di esercitare un diritto di veto. Nel novembre 2011, l'Assemblea ha adottato un disegno di legge sulle armi e le munizioni (emendamento), che ha ridotto le possibili condanne penali per il possesso illecito di armi da fuoco. Il disegno di legge è stato adottato con dieci voti contro otto. Due membri dell'Assemblea erano stati recentemente accusati di possesso illecito di armi da fuoco. Il Primo Ministro, Lord Tuʻivakanō, ha votato a favore dell'emendamento. I membri dell'opposizione hanno denunciato il disegno di legge e hanno chiesto al re di porre il veto, cosa che ha fatto a dicembre.

## Stati repubblicani
La sanzione regia come tale è tipica delle monarchie costituzionali, ma ha influenzato i regimi repubblicani, specie quelli di tipo presidenziale. Negli Stati Uniti il Presidente ha un veto sospensivo comparato alla sanzione regia degli stati monarchici.
In Italia il Presidente della Repubblica può riinviare un testo di legge alle Camere qualora ritenga che nella sua sostanza non sia del tutto conforme ai principi della carta costituzionale; in questo caso il Capo dello Stato correda il suo atto di un messaggio indirizzato alle Camere stesse volto a porre in luce le criticità riscontrare. Se la legge viene approvata di nuovo essa deve in qualsiasi caso essere promulgata dal Presidente. Si tratta di un veto condizionale.